# Incognito (операционная система)
Incognito — дистрибутив Linux, основанный на Gentoo Linux. Основной его особенностью были включенные по умолчанию в состав дистрибутива программы для доступа к анонимным сетям (например, Tor), приложения для безопасности (например, шифрования), а также возможность использования в качестве live CD или live USB.
В 2008 году разработчик Incognito сообщил на сайте проекта о том, что разработка дистрибутива прекращена, и рекомендовал использовать в качестве альтернативы дистрибутив Tails.

## История выпуска
| Номер версии        | Дата выхода     |
| ------------------- | --------------- |
| 20080109.1          | 26 января 2008  |
| 2008.1              | 02 августа 2008 |
| 2008.1 (revision-1) | 5 августа 2008  |

## Программы для анонимности и безопасности
- Tor для анонимного просмотра интернета.
- Truecrypt — программа для шифрования файлов/разделов диска.
- Enigmail — дополнение безопасности для Thunderbird.
- Torbutton — дополнение для Firefox для улучшения Tor-анонимности в браузере.
- FireGPG — дополнение для Firefox для использования GnuPG для веб-почты.
- GnuPG, реализация OpenPGP для шифрования и цифровой подписи данных и электронной почты.
- KeePassX — менеджер паролей.

Кроме этих программ оперативная память перезаписывалась при выключении системы для исключения возможности последующего восстановления данных.

## Лицензия
The Tor project включал дистрибутив Incognito в качестве лицензиата торговой марки Tor. В соответствии с данным лицензионным соглашением Incognito имел право на использование названия и логотипа Tor.